# Lista siturilor arheologice din județul Tulcea - I
Lista siturilor arheologice din județul Tulcea - I conține toate siturile arheologice din județul Tulcea înscrise în Repertoriul Arheologic Național (RAN) și aflate în localități al căror nume începe cu litera I. RAN este administrat de Ministerul Culturii și Patrimoniului Național și cuprinde date științifice, cartografice, topografice, imagini și planuri, precum și orice alte informații privitoare la zonele cu potențial arheologic, studiate sau nu, încă existente sau dispărute.
Puteți căuta un sit din localitățile care încep cu litera I folosind formularul de mai jos sau puteți naviga prin toate siturile din județ la Lista siturilor arheologice din județul Tulcea.
| Cod RAN                                   | Denumire | Localitate                           | Adresă                     | Datare             | Descoperit | Coordonate                                    | Imagine           | Erori            |
| ----------------------------------------- | --- | ------------------------------------ | -------------------------- | ------------------ | ---------- | --------------------------------------------- | ----------------- | ---------------- |
| 161516.01.01 (Cod LMI: TL-I-s-B-05799)    | Așezarea romană de la Iazurile / ansamblu anonim (Categorie: locuire civilă) (Tip: Așezare rurală)                                                  | sat Iazurile, comuna Valea Nucarilor |                            | sec. II - IV       |            |                                               | Încărcați imagine | Raportați eroare |
| 161516.02.01 (Cod LMI: TL-I-s-B-05800)    | Așezarea medievală de la Iazurile - "Siliște" / ansamblu anonim (Categorie: locuire civilă) (Tip: Așezare)                                          | sat Iazurile, comuna Valea Nucarilor | Siliște                    | sec. XVII - XVIII  |            |                                               | Încărcați imagine | Raportați eroare |
| 161516.03.01 (Cod LMI: TL-I-s-B-05801)    | Grup de 4 tumuli la Iazurile-marginea de E a satului / ansamblu anonim (Categorie: descoperire funerară) (Tip: Grup de tumuli)                      | sat Iazurile, comuna Valea Nucarilor | în marginea de E a satului |                    |            |                                               | Încărcați imagine | Raportați eroare |
| 161516.04.01 (Cod LMI: TL-I-s-B-05802)    | Tumulul de la Iazurile-la 1,3 km V de sat / ansamblu anonim (Categorie: descoperire funerară) (Tip: Tumul)                                          | sat Iazurile, comuna Valea Nucarilor | la 1,3 km V de sat         |                    |            |                                               | Încărcați imagine | Raportați eroare |
| 159696.02.01                              | Tumulii de la Isaccea / ansamblu anonim (Categorie: descoperire funerară) (Tip: Grup de tumuli)                                                     | oraș Isaccea                         |                            |                    |            |                                               | Încărcați imagine | Raportați eroare |
| 159696.03.01                              | Așezarea medievală de la Isaccea / ansamblu anonim (Categorie: locuire civilă) (Tip: Așezare)                                                       | oraș Isaccea                         |                            | sec. X - XIII      |            |                                               | Încărcați imagine | Raportați eroare |
| 160573.01.01 (Cod LMI: TL-I-m-B-05805.01) | Castrul de la Izvoarele / ansamblu anonim (Categorie: locuire militară) (Tip: Castru)                                                               | sat Izvoarele, comuna Izvoarele      |                            | romană             |            |                                               | Încărcați imagine | Raportați eroare |
| 160573.01.02 (Cod LMI: TL-I-m-B-05805.02) | Castrul de la Izvoarele / ansamblu anonim (Categorie: locuire militară) (Tip: Așezare rurală)                                                       | sat Izvoarele, comuna Izvoarele      |                            |                    |            |                                               | Încărcați imagine | Raportați eroare |
| 159696.07 (Cod LMI: TL-II-m-B-06007)      | Biserica "Sf. Gheorghe" din Isaccea / ansamblu Biserica "Sf. Gheorghe" (Categorie: structură de cult/religioasă) (Tip: Biserică)                    | oraș Isaccea                         |                            | sec. XVIII         |            |                                               | Încărcați imagine | Raportați eroare |
| 159696.06.01 (Cod LMI: TL-I-m-A-05804.06) | Necropola birituală de la Noviodunum- La Movilele Dese / ansamblu anonim(Movila popii) (Categorie: descoperire funerară) (Tip: Necropolă birituală) | oraș Isaccea                         | La Movilele Dese           | romană sec. II-III | 1990       |                                               | Încărcați imagine | Raportați eroare |
| 160573.02                                 | Așezarea romano-bizantină de la Izvoarele (Categorie: locuire civilă) (Tip: așezare)                                                                | sat Izvoarele, comuna Izvoarele      |                            |                    |            |                                               | Încărcați imagine | Raportați eroare |
| 160573.02.02                              | Așezarea romano-bizantină de la Izvoarele / ansamblu anonim (Categorie: locuire civilă) (Tip: Așezare)                                              | sat Izvoarele, comuna Izvoarele      |                            | romano-bizantină   |            |                                               | Încărcați imagine | Raportați eroare |
| 160591.01                                 | Descoperiri monetare de la Iulia (Categorie: descoperiri izolate de artefacte) (Tip: descoperire izolată)                                           | sat Iulia, comuna Izvoarele          |                            |                    |            |                                               | Încărcați imagine | Raportați eroare |
| 159696.04.01                              | Situl arheologic de la Isaccea - "Suhat" / ansamblu anonim (Categorie: locuire civilă) (Tip: Așezare)                                               | oraș Isaccea                         | Suhat                      | Boian - Giulești   | 1990       |                                               | Încărcați imagine | Raportați eroare |
| 159696.04.02                              | Situl arheologic de la Isaccea - "Suhat" / ansamblu anonim (Categorie: locuire civilă) (Tip: Necropolă)                                             | oraș Isaccea                         | Suhat                      |                    | 1990       |                                               | Încărcați imagine | Raportați eroare |
| 159696.04.03                              | Situl arheologic de la Isaccea - "Suhat" / ansamblu anonim (Categorie: locuire civilă) (Tip: Locuire)                                               | oraș Isaccea                         | Suhat                      | getică             | 1990       |                                               | Încărcați imagine | Raportați eroare |
| 159696.04.04                              | Situl arheologic de la Isaccea - "Suhat" / ansamblu anonim (Categorie: locuire civilă) (Tip: Locuire)                                               | oraș Isaccea                         | Suhat                      | elenistică         | 1990       |                                               | Încărcați imagine | Raportați eroare |
| 159696.04.05                              | Situl arheologic de la Isaccea - "Suhat" / ansamblu anonim (Categorie: locuire civilă) (Tip: Locuire)                                               | oraș Isaccea                         | Suhat                      |                    | 1990       |                                               | Încărcați imagine | Raportați eroare |
| 159696.05.01 (Cod LMI: TL-I-m-A-05804.02) | Situl arheologic de la Isaccea - "Noviodunum-La Pontonul Vechi" / ansamblu anonim (Categorie: locuire civilă) (Tip: Cetate)                         | oraș Isaccea                         | La Pontonul Vechi          | sec. II - VIII     | 1955       | 45°16′15″N 28°29′28″E / 45.27083°N 28.49111°E | Încărcați imagine | Raportați eroare |
| 159696.05.02 (Cod LMI: TL-I-m-A-05804.04) | Situl arheologic de la Isaccea - "Noviodunum-La Pontonul Vechi" / ansamblu anonim (Categorie: locuire civilă) (Tip: așezare)                        | oraș Isaccea                         | La Pontonul Vechi          | getică             | 1955       | 45°16′15″N 28°29′28″E / 45.27083°N 28.49111°E | Încărcați imagine | Raportați eroare |
| 159696.05.03 (Cod LMI: TL-I-m-A-05804.03) | Situl arheologic de la Isaccea - "Noviodunum-La Pontonul Vechi" / ansamblu anonim (Categorie: locuire civilă) (Tip: așezare)                        | oraș Isaccea                         | La Pontonul Vechi          | sec. I - VII       | 1955       | 45°16′15″N 28°29′28″E / 45.27083°N 28.49111°E | Încărcați imagine | Raportați eroare |
| 159696.05.04 (Cod LMI: TL-I-m-A-05804.01) | Situl arheologic de la Isaccea - "Noviodunum-La Pontonul Vechi" / ansamblu anonim (Categorie: locuire civilă) (Tip: așezare)                        | oraș Isaccea                         | La Pontonul Vechi          | sec. VIII - XV     | 1955       | 45°16′15″N 28°29′28″E / 45.27083°N 28.49111°E | Încărcați imagine | Raportați eroare |
| 159696.05.05 (Cod LMI: TL-I-m-A-05804.02) | Situl arheologic de la Isaccea - "Noviodunum-La Pontonul Vechi" / ansamblu anonim (Categorie: locuire civilă) (Tip: Val)                            | oraș Isaccea                         | La Pontonul Vechi          | sec. I - VII       | 1955       | 45°16′15″N 28°29′28″E / 45.27083°N 28.49111°E | Încărcați imagine | Raportați eroare |
| 159696.05.06 (Cod LMI: TL-I-m-A-05804.02) | Situl arheologic de la Isaccea - "Noviodunum-La Pontonul Vechi" / ansamblu anonim (Categorie: locuire civilă) (Tip: șanț)                           | oraș Isaccea                         | La Pontonul Vechi          | sec. I - VII       | 1955       | 45°16′15″N 28°29′28″E / 45.27083°N 28.49111°E | Încărcați imagine | Raportați eroare |
| 161071.01.01 (Cod LMI: TL-I-s-A-05803)    | Fortificațiile de la Ilganii de Jos-limita de S a satului / ansamblu anonim (Categorie: locuire militară) (Tip: Cetate)                             | sat Ilganii de Jos, comuna Nufăru    | limita de S a satului      |                    |            |                                               | Încărcați imagine | Raportați eroare |
| 161071.01.02                              | Fortificațiile de la Ilganii de Jos-limita de S a satului / ansamblu anonim (Categorie: locuire militară) (Tip: Fortificație)                       | sat Ilganii de Jos, comuna Nufăru    | limita de S a satului      |                    |            |                                               | Încărcați imagine | Raportați eroare |
| 161071.01.03                              | Fortificațiile de la Ilganii de Jos-limita de S a satului / ansamblu anonim (Categorie: locuire militară) (Tip: Fortificație)                       | sat Ilganii de Jos, comuna Nufăru    | limita de S a satului      | sec. IV - VI       |            |                                               | Încărcați imagine | Raportați eroare |